# Maximum illud
Maximum illud é uma carta apostólica emitida pelo Papa Bento XV em 30 de novembro de 1919. Bento começa lembrando "aquela carga importante e sagrada" encontrada em Marcos 16:15: "Ide por todo o mundo e pregai o evangelho a toda criatura".
Identificou os princípios e prioridades das missões católicas. Representava uma ruptura com o pensamento eurocêntrico e colonialista. Em vez disso, propôs uma apreciação pelas diferenças culturais, uma separação do trabalho da Igreja das alianças políticas e a necessidade de desenvolver os recursos das igrejas locais para prosperar de forma independente uma vez que os missionários se retirem em favor de um sacerdócio e episcopado indígenas. Estabeleceu, segundo o cardeal Fernando Filoni, que “a Igreja não podia mais estar ligada à realidade daquele momento em que havia tantos nacionalismos e o desejo de promover um certo colonialismo através da religião: uma união que precisava ser quebrada. O missionário católico, disse o Papa Bento XV, apresenta-se como um embaixador de Cristo, não como um mensageiro de sua própria nação."
Embora não seja uma encíclica, às vezes é identificada como a primeira das cinco encíclicas papais publicadas entre 1919 e 1959 que redefiniram o papel missionário da Igreja.

## Pano de fundo
Na segunda metade do século XIX, o Vaticano reconheceu a necessidade de reformular a administração e o espírito das atividades missionárias. O papa Leão XIII e o papa Pio X tentaram refrear a autoridade da Congregação para a Doutrina da Fé, dominada pelos franceses.
O missionário belga na China Frédéric-Vincent Lebbe fez campanha pela nomeação de bispos indígenas para substituir os bispos missionários franceses. Ele mergulhou na cultura chinesa desde sua chegada e ordenação em 1901, aprendendo a língua e adotando trajes nativos. Ele criticou várias organizações religiosas estrangeiras pela prática de controlar o catolicismo chinês em benefício de seus países de origem, propondo o slogan "Devolva a China aos chineses e os chineses irão para Cristo". Ele irritou seus superiores na ordem lazarista, promovendo a nomeação de bispos de nacionalidade chinesa.
Ao mesmo tempo, as rivalidades em curso das potências europeias na África e na Ásia representavam um desafio ao empreendimento missionário, e a conclusão da Primeira Guerra Mundial representou uma ruptura com o passado colonial, pois o Tratado de Versalhes estabeleceu mandatos sob a autoridade da Liga das Nações que antecipou o fim do domínio colonial.

## Conteúdo
Bento recordou os grandes apóstolos do Evangelho que muito contribuíram para a expansão das missões. Ele revisou a história recente das missões.  A encíclica dirigiu-se primeiro aos bispos e superiores encarregados das missões católicas, assinalando a necessidade de formar o clero local. Os missionários católicos são lembrados de que seu objetivo é espiritual, que deve ser realizado de forma altruísta. 
O papa sublinhou a necessidade de uma preparação adequada para o trabalho em culturas estrangeiras e a necessidade de adquirir habilidades linguísticas antes de ir para lá. Ele pede um esforço contínuo pela santidade pessoal e elogia o trabalho altruísta das religiosas nas missões.  Missão não é só para missionários: todos os católicos devem participar, através do seu Apostolado da Oração, apoiando as vocações e ajudando financeiramente.  A encíclica conclui apontando várias organizações que organizam e supervisionam as atividades missionárias dentro da Igreja Católica. 
Observando o fim da Primeira Guerra Mundial, Bento XV repetiu o mandato bíblico de ir até os confins da terra e pregar o evangelho. Ele lembrou os exemplos de Francisco Xavier na Índia e Bartolomeu de las Casas nas Américas e outros para mostrar o que as pessoas podem fazer a serviço de Deus. Muitos missionários morreram como mártires por sua fé e muitos vivem como santos.  Ele observou grande sucesso até hoje: "Quem estuda os fatos desta grande saga não pode deixar de ficar profundamente impressionado por eles: por todas as estupendas dificuldades que nossos missionários sofreram para estender a Fé, a magnífica devoção que eles demonstraram e os exemplos esmagadores de resistência intrépida que eles nos proporcionaram. E para qualquer um que pondere esses fatos, deve ser chocante perceber que, neste momento, ainda restam no mundo imensas multidões de pessoas que vivem nas trevas e na sombra da morte. De acordo com uma estimativa recente, o número de não crentes no mundo se aproxima de um bilhão de almas." 
Ele enfatizou a necessidade de os missionários desenvolverem o clero local para estender seu trabalho. Qualquer pessoa encarregada de uma missão deve garantir e treinar candidatos locais para o ministério: “Nesta política está a maior esperança das novas igrejas. Para o sacerdote local, unido ao seu povo por nascimento, por natureza, por suas simpatias e suas aspirações, é notavelmente eficaz em apelar para sua mentalidade e assim atraí-los para a Fé. Muito melhor do que ninguém, ele conhece o tipo de argumento que eles ouvirão e, como resultado, muitas vezes tem fácil acesso a lugares onde um padre estrangeiro não seria tolerado." 

## Recepção
A mensagem de Bento XV dividiu as missões francesas na China na "Facção Lebbe" e na "Facção Francesa". A liderança de uma das ordens missionárias mais proeminentes, a Sociedade do Verbo Divino, contribuiu para a revolta chinesa anti-europeia conhecida como Rebelião Boxer, e depois criticou Lebbe e duvidou que candidatos chineses adequados pudessem ser preparados para a ordenação episcopal prontamente. Alguns resistiram ao Vaticano por inação ou argumentaram que o status legal protegido concedido aos estrangeiros na China dava aos missionários uma posição mais segura do que qualquer clero indígena poderia desfrutar. Muitos, no entanto, reconheceram que ordenar um número crescente de cidadãos chineses ao sacerdócio estava criando maior rivalidade do que reaproximação com seus colegas europeus.
O sucessor de Bento XV, o Papa Pio XI, continuou a pressionar por uma nova abordagem ao trabalho missionário. Em 1922, ele nomeou como Delegado Apostólico para a China Celso Costantini, que persuadiu dois bispos nascidos na Europa a ceder território para permitir a nomeação de dois chineses indígenas como vigários apostólicos em 1924. Costantini identificou seis candidatos chineses indígenas para nomeações episcopais e os acompanhou a Roma, onde receberam sua consagração episcopal de Pio em 28 de outubro de 1926. Pio reforçou os princípios do Maximum illud em sua encíclica Rerum ecclesiae de 8 de fevereiro de 1926. Em algumas regiões, o progresso veio mais rapidamente. Pio nomeou o primeiro bispo de rito latino nascido na Índia, o jesuíta Francis T. Roche, em 1923. Na época de sua morte em 1939, Pio havia nomeado quarenta bispos indígenas em terras missionárias, os primeiros da era moderna.
O desenvolvimento posterior da doutrina católica exige uma revisão da afirmação de Bento XV em Maximum illud de que as missões visavam aqueles que "viviam na ignorância de Deus e, portanto, presos pelas cadeias de seus desejos cegos e violentos, são escravizados na mais hedionda de todas as formas da escravidão, a serviço de Satanás".  A visão da Igreja sobre outras religiões desde Nostra aetate (1965) reconhece valores compartilhados e encoraja o diálogo respeitoso.

## Reconhecimento posterior
Em 2017, o Papa Francisco notou a aproximação do centenário desta carta apostólica e pediu que outubro de 2019 fosse celebrado como um "Mês Missionário Extraordinário". Ele observou que em Maximum illud Bento tentou promover a evangelização "purificada de qualquer conotação colonial e mantida longe dos objetivos nacionalistas e expansionistas que se mostraram tão desastrosos". Escreveu: “A Carta Apostólica Maximum illud apelava a transcender as fronteiras nacionais e testemunhar, com espírito profético e ousadia evangélica, a vontade salvífica de Deus através da missão universal da Igreja”.
A ideia de um reconhecimento especial da obra missionária da Igreja surgiu de uma proposta da Congregação para a Evangelização dos Povos que pedia uma renovada consideração do Ad gentes, um decreto de 1965 do Concílio Vaticano II sobre a atividade missionária da Igreja. Ele descreveu o Maximum illud como um marco na evolução do trabalho missionário da Igreja: 

Primeiro havia uma forma agregada de colonialismo, depois algo apenas da Igreja Ocidental, agora a atividade missionária se estende a todos e em particular às Igrejas que se encontram nos chamados países de missões: ninguém melhor do que eles pode fazer uma missão. Se tomarmos as terras de missão, África, Ásia, Oceania, vemos que temos Igrejas locais, "Igrejas jovens". Como disse Paulo VI em Uganda: agora é sua vez de ser missionários de vocês mesmos.